# Elzunia regalis
Elzunia regalis är en fjärilsart som beskrevs av Hans Ferdinand Emil Julius Stichel 1903. Elzunia regalis ingår i släktet Elzunia och familjen praktfjärilar. Inga underarter finns listade i Catalogue of Life.